# Bayram Şit
Bayram Şit, né en 1930 à Acıpayam et mort le 29 mai 2019 à Ankara, est un lutteur turc spécialiste de la lutte libre.

## Carrière
Bayram Şit participe aux Jeux olympiques d'été de 1952 à Helsinki et remporte la médaille d'or dans la catégorie des poids plumes. Il remporte également une médaille d'or aux Jeux méditerranéens de 1951 et une médaille d'argent lors des Championnats du monde de 1954.
Par ailleurs, il a eu un passage en France au sein du bataillon de Joinville comme entraîneur où il a notamment marqué la carrière de Daniel Robin lors de son service militaire.